# Pierre Prüm
Pierre Prüm (* 9. Juli 1886 in Ulflingen; † 1. Februar 1950 in Clerf) war ein Luxemburger Politiker und von 1925 bis 1926 Staatsminister.

## Leben
Pierre Prüm studierte Jura an der Katholischen Universität in Löwen. Dort wurde er Mitglied der KAV Lovania Löwen, eine dem CV befreundete katholische Studentenverbindung, nachdem er bereits in den letzten Jahren seiner Schulzeit aktives Mitglied in der pennalen Landsmannschaft Amicitia war. Kurz nach seiner Ausbildung zum Anwalt wird er in das Luxemburger Parlament (die Chamber) gewählt. 1918 trat er aus der Rechtspartei (Rietspartei) aus und gründete die Unabhängige Nationalpartei (Onofhängeg Nationalpartei).
Nach dem Rücktritt der Regierung Reuter kam es 1925 zu Neuwahlen. Durch das Wahlergebnis kamen neun Parteien in die Chamber. Da die Rechtspartei, die vorherige Regierungspartei, die absolute Mehrheit verloren hatte und keine Koalition eingehen wollte, kam es am 20. März 1925 zu einer Regierungskoalition zwischen der Unabhängigen Nationalpartei, den Liberalen, den Sozialisten und Überläufern der Rechtspartei. Als neuer Premierminister übernahm Prüm zudem die Posten des Außen-, Innen- und Landwirtschaftsministers.
Am 16. Juli 1926, nach nur knapp 16 Monaten, kam es zum Bruch zwischen den Parteien, als sich Liberale und Sozialisten nicht über ein Gesetzesprojekt einigen konnten. Pierre Prüm wurde daraufhin bis 1936 Richter am Friedensgericht in Clerf.
1934 trat er in die zunächst pangermanische Gesellschaft für deutsche Literatur und Kunst (GEDELIT) ein, welche zunehmend ein Sammelbecken für überzeugte Nationalsozialisten wurde und die nach der Besetzung Luxemburgs 1940 zur Volksdeutschen Bewegung (VdB) gleichgeschaltet wurde.
1937 wurde er erneut als Abgeordneter für den Bezirk Norden in die Chamber gewählt.
Wegen unterlassenen Widerstands wurde Pierre Prüm der Kollaboration mit den deutschen Besatzern beschuldigt und 1946 zu vier Jahren Gefängnis verurteilt.